# 愛知県道388号大山豊橋停車場線
愛知県道388号大山豊橋停車場線（あいちけんどう388ごう おおやまとよはしていしゃじょうせん）は、愛知県豊橋市内を通る、豊橋港と豊橋駅を結ぶ一般県道である。

## 概要

### 路線データ
- 起点：豊橋市大山町（大山交差点：愛知県道2号豊橋渥美線交点）
- 終点：豊橋市駅前大通1丁目（豊橋駅前北交差点：愛知県道143号豊橋停車場線接点・広小路通り交点）
- 全長：約5.6km
- 車線（起点から順に）
  - 2車線（起点・中郷西交差点間）
  - 4車線（中郷西交差点・斉藤交差点間）
  - 2車線（斉藤交差点・城海津交差点間）
  - 4車線（城海津交差点・終点間）

## 沿革
- 1959年12月15日：認定
- 1969年5月15日：当路線上を走っていた豊橋鉄道東田本線の駅前 - 市民病院前間を休止（1973年廃止）。

## 別名
- 南陽通り（豊橋市大山交差点から中郷西交差点までの区間）
- 西駅通り（豊橋市中郷西交差点から斉藤交差点までの区間）
- 大橋通り（豊橋市城海津交差点から終点までの区間）

## 重複区間
- 愛知県道393号豊橋港線（豊橋駅西交差点・城海津交差点間）[1]

## 通過する自治体
- 愛知県
  - 豊橋市

## 交差・接続する道路
- 愛知県道2号豊橋渥美線（大山交差点、丁字交差）
- 愛知県道31号東三河環状線（豊橋港IC東交差点）
- 愛知県道386号平井牟呂大岩線（小浜町交差点）
- 愛知県道502号豊橋環状線（柱三番町交差点）
- みなと大通り（豊橋市道大国町・往完町1号線：中郷西交差点、交差）
- 豊橋市道花田一番町5号線（豊橋駅西交差点、右折）
- 愛知県道393号豊橋港線（豊橋駅西交差点・城海津交差点間で重複）
- 豊橋市道野田町・羽田町1号線（斉藤交差点、直進）
- 愛知県道143号豊橋停車場線（豊橋駅前北交差点、直進）
- 広小路通り（豊橋市道広小路1号線：豊橋駅前北交差点、左折）

## 沿線
- 豊橋ハートセンター - 内科/心臓血管外科の24時間救命救急体制を実施している病院
- ホリデイ・スクエア
  - ロワジールホテル豊橋
  - MEGAドン・キホーテ豊橋店
- TSUTAYA 汐田橋店
- ヤマナカ 汐田フランテ館
- DCM 21 豊橋汐田橋店
- 柳生川（汐田橋）
- ガスビルサーラ
- 成田記念病院
- 豊橋駅（西口）
- 静岡銀行 豊橋支店
- 東横イン 豊橋駅東口
- グリーンホテル豊橋
- 豊橋駅（東口）

## バス路線
- 豊鉄バス
  - 大崎線
  - 小浜大崎線
  - 伊良湖本線